# Metzeral
Metzeral [mɛtsəʁal]  est une commune française située dans la circonscription administrative du Haut-Rhin et, depuis le 1er janvier 2021, dans le territoire de la collectivité européenne d'Alsace, en région Grand Est.
Cette commune se trouve dans la région historique et culturelle d'Alsace.

## Géographie

### Localisation
Le village de Metzeral est niché au cœur de la vallée de la Fecht, à la jonction des vallées de Mittlach et de Sondernach, à 6 km en amont de Munster. Le territoire communal inclut une large bande de crêtes, même au-delà du village voisin de Mittlach.

### Géologie et relief
Metzeral doit sa réputation aux montagnes qui l’entourent. 
Situé à une altitude d’environ 490 mètres, Metzeral compte quelque 1 100 habitants. 
Sa situation au cœur du massif des Vosges est un atout sur le plan touristique.

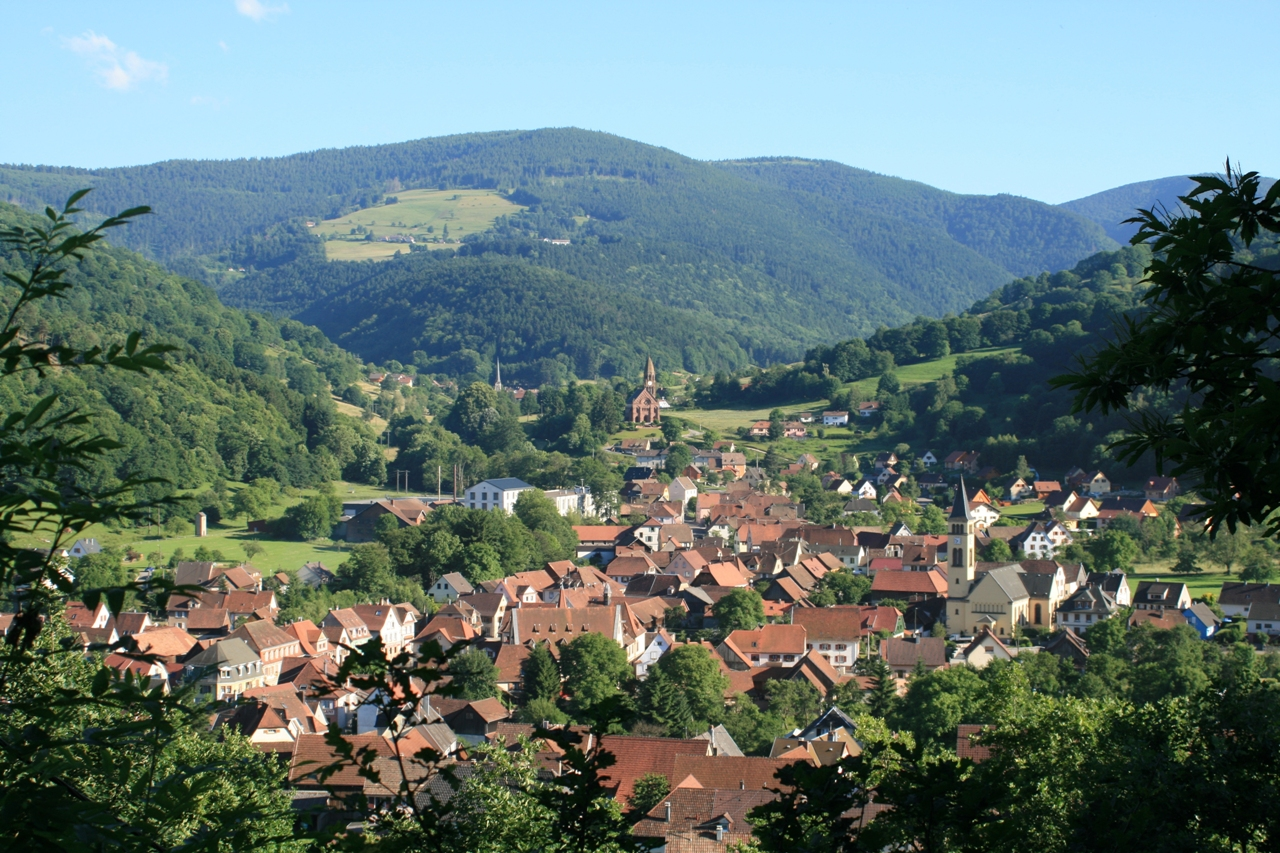
En été.
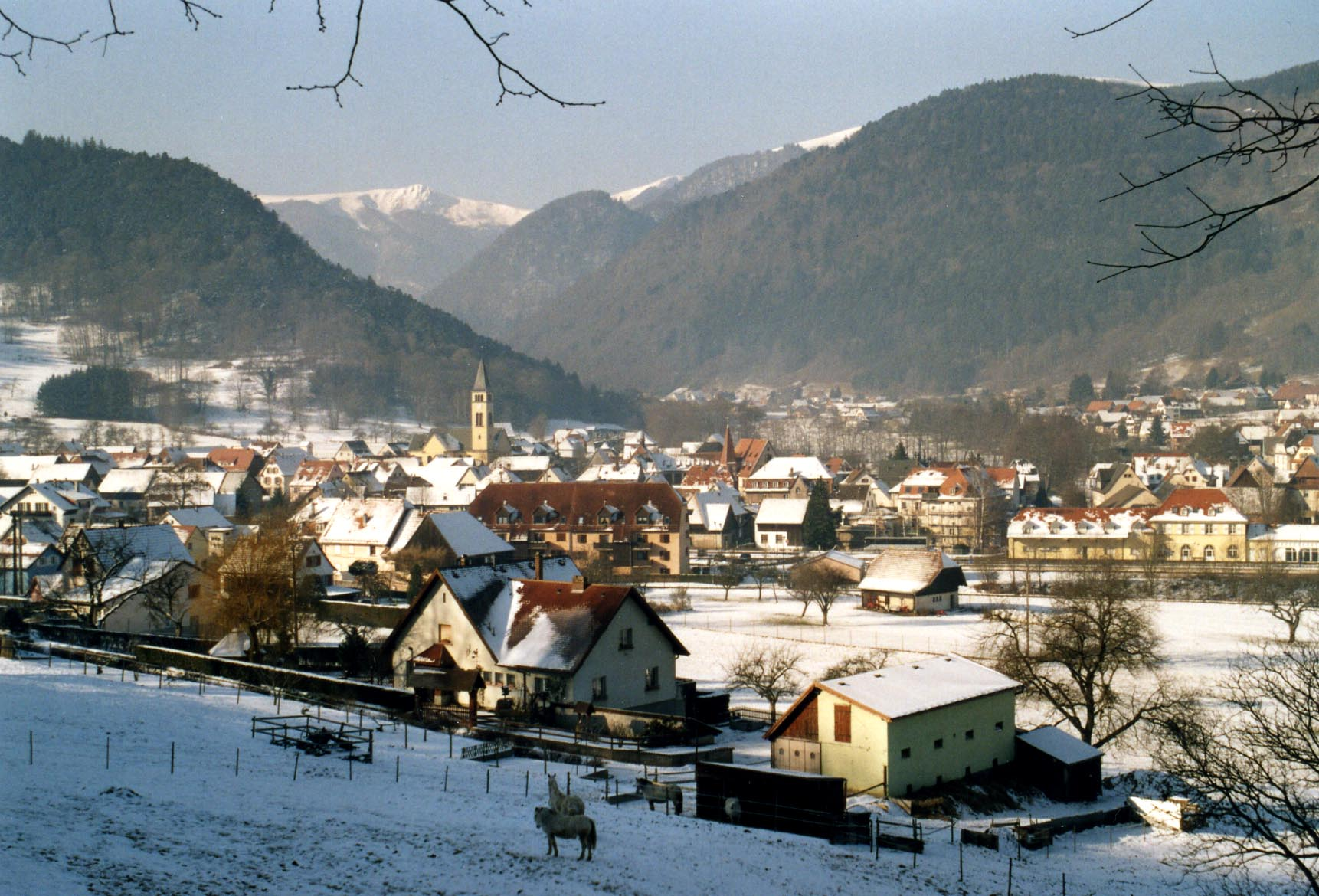
En hiver.
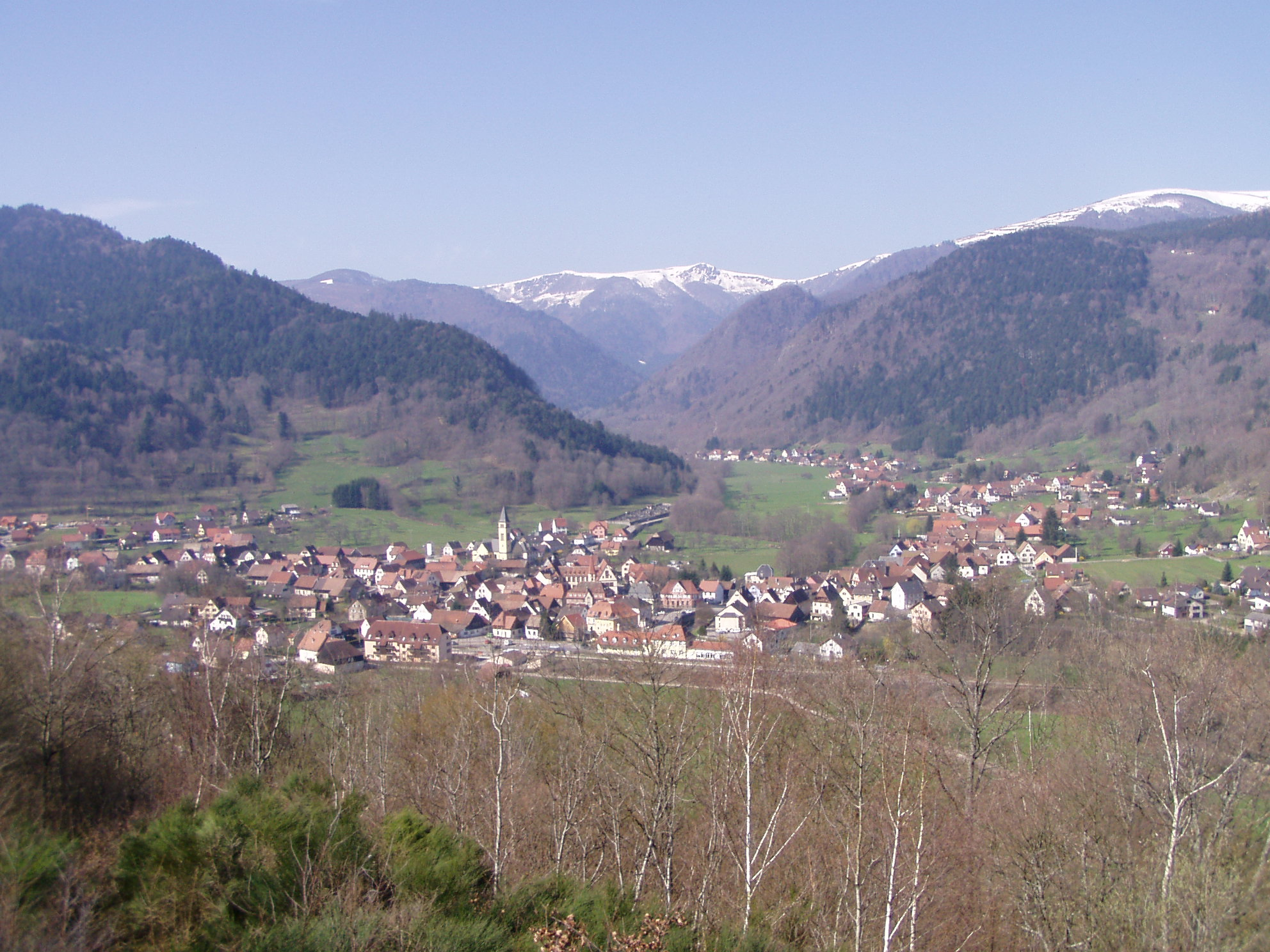

### Hydrographie
La commune est dans le bassin versant du Rhin au sein du bassin Rhin-Meuse. Elle est drainée par la Fecht, le ruisseau dit la Fecht, le ruisseau Altenweiherbach, le ruisseau du Lac de Schiessrothried, le ruisseau la Wormsa, le Bisper, le Pfuhl et le Troselrunz,,.
La Fecht, d'une longueur de 49 km, prend sa source dans la commune  et se jette  dans l'Ill à Illhaeusern, après avoir traversé 19 communes. Les caractéristiques hydrologiques de la Fecht sont données par la station hydrologique située sur la commune de Muhlbach-sur-Munster. Le débit moyen mensuel est de 2,79 m3/s. Le débit moyen journalier maximum est de 50,9 m3/s, atteint lors de la crue du 14 novembre 2023. Le débit instantané maximal est quant à lui de 72 m3/s, atteint le 4 janvier 2018.

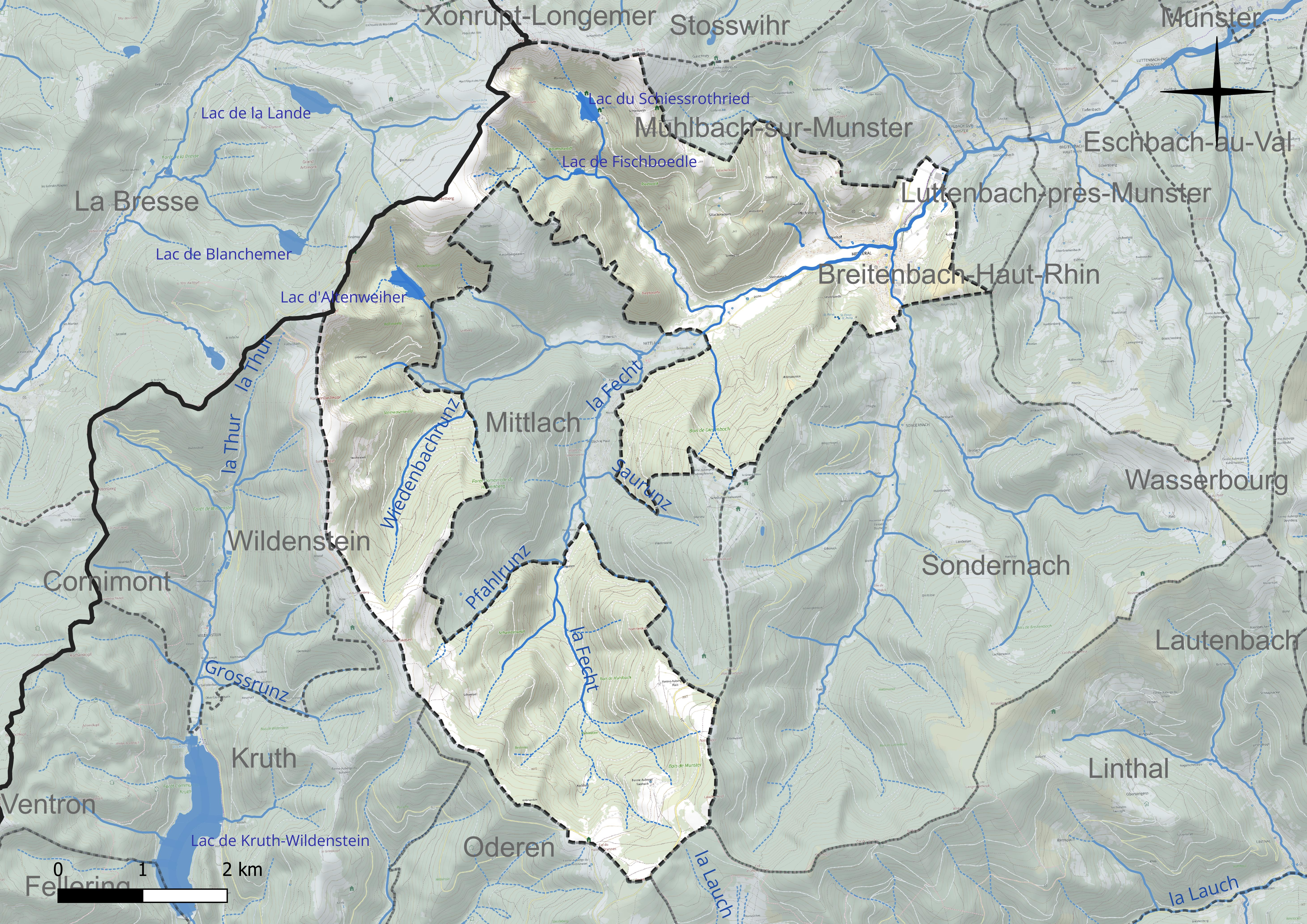
Réseau hydrographique de Metzeral.

Trois plans d'eau complètent le réseau hydrographique : le lac d'Altenweiher (7,3 ha), le lac de Fischboedle (0,7 ha) et le lac du Schiessrothried (5,5 ha),.

### Climat
Pour des articles plus généraux, voir Climat du Grand Est et Climat du Haut-Rhin.
En 2010, le climat de la commune est de type climat de montagne, selon une étude du Centre national de la recherche scientifique s'appuyant sur une série de données couvrant la période 1971-2000. En 2020, Météo-France publie une typologie des climats de la France métropolitaine dans laquelle la commune est exposée à un climat semi-continental et est dans la région climatique  Vosges, caractérisée par une pluviométrie très élevée (1 500 à 2 000 mm/an) en toutes saisons et un hiver rude (moins de 1 °C). 
Pour la période 1971-2000, la température annuelle moyenne est de 9,4 °C, avec une amplitude thermique annuelle de 17,2 °C. Le cumul annuel moyen de précipitations est de 1 590 mm, avec 13,1 jours de précipitations en janvier et 10,8 jours en juillet. Pour la période 1991-2020, la température moyenne annuelle observée sur la station météorologique de Météo-France la plus proche, « Munster_sapc », sur la commune de Munster à 6 km à vol d'oiseau, est de 10,4 °C et le cumul annuel moyen de précipitations est de 1 053,5 mm. 
La température maximale relevée sur cette station est de 38,3 °C, atteinte le 5 juillet 2015 ; la température minimale est de −19 °C, atteinte le 20 décembre 2009,,. 
Les paramètres climatiques de la commune ont été estimés pour le milieu du siècle (2041-2070) selon différents scénarios d'émission de gaz à effet de serre à partir des nouvelles projections climatiques de référence DRIAS-2020. Ils sont consultables sur un site dédié publié par Météo-France en novembre 2022.

## Urbanisme

### Typologie
Au 1er janvier 2024, Metzeral est catégorisée bourg rural, selon la nouvelle grille communale de densité à sept niveaux définie par l'Insee en 2022.
Elle est située hors unité urbaine. Par ailleurs la commune fait partie de l'aire d'attraction de Colmar, dont elle est une commune de la couronne,. Cette aire, qui regroupe 95 communes, est catégorisée dans les aires de 50 000 à moins de 200 000 habitants,.

### Occupation des sols
L'occupation des sols de la commune, telle qu'elle ressort de la base de données européenne d’occupation biophysique des sols Corine Land Cover (CLC), est marquée par l'importance des forêts et milieux semi-naturels (91,3 % en 2018), une proportion sensiblement équivalente à celle de 1990 (90,5 %). 
La répartition détaillée en 2018 est la suivante : 
forêts (77,5 %), milieux à végétation arbustive et/ou herbacée (13,8 %), terres arables (2,6 %), zones urbanisées (2,2 %), zones agricoles hétérogènes (2,2 %), prairies (1,8 %). 
L'évolution de l’occupation des sols de la commune et de ses infrastructures peut être observée sur les différentes représentations cartographiques du territoire : la carte de Cassini (XVIIIe siècle), la carte d'état-major (1820-1866) et les cartes ou photos aériennes de l'IGN pour la période actuelle (1950 à aujourd'hui).
La commune dispose d'un plan local d'urbanisme, approuvé par délibération du conseil municipal du 5 novembre 2014. 

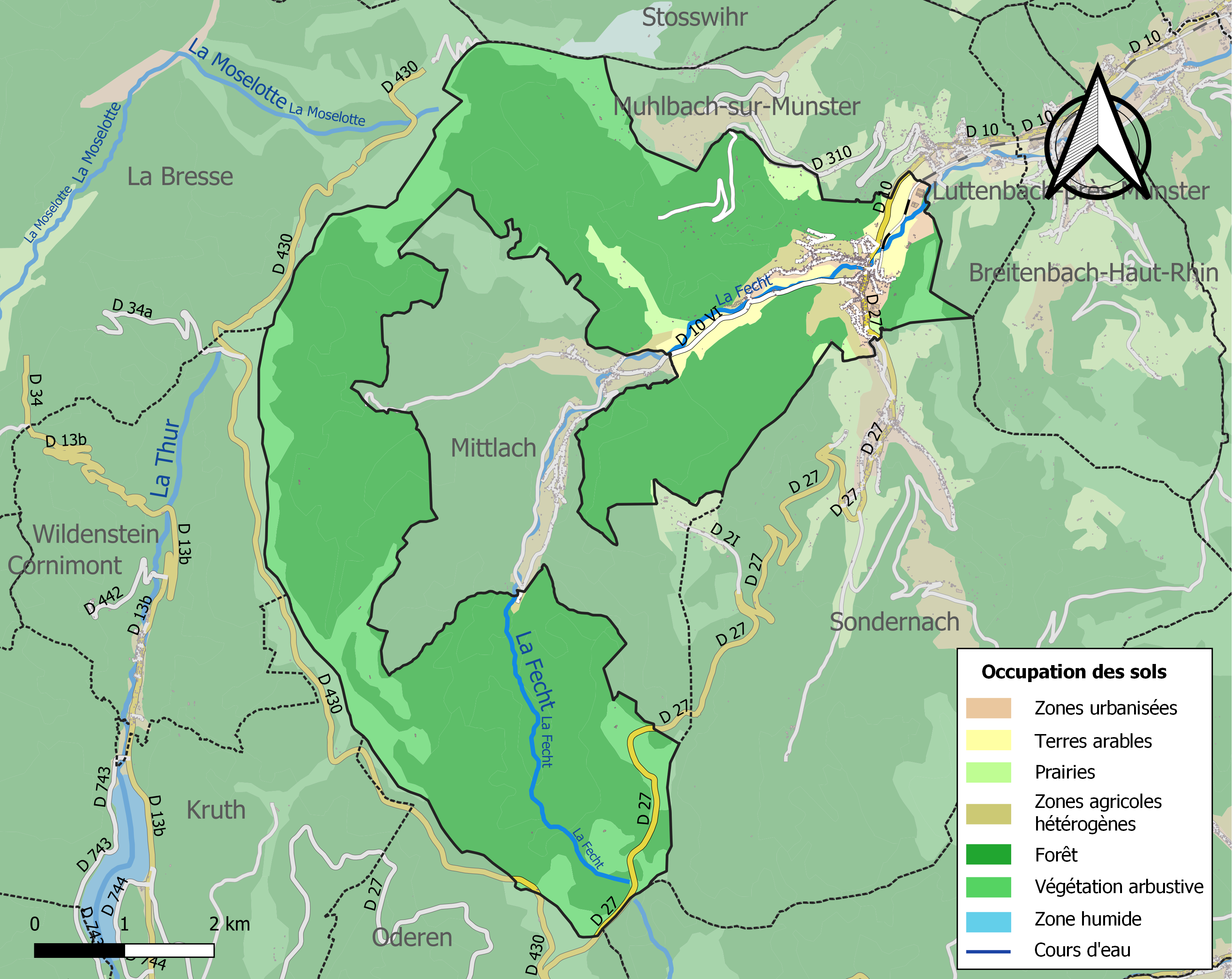
Carte des infrastructures et de l'occupation des sols de la commune en 2018 (CLC).

### Voies de communications et transports
La gare de Metzeral est située au point kilométrique (PK) 24,156 de la ligne de Colmar-Central à Metzeral.

### Risques naturels et technologiques
Commune située dans une zone 3 de sismicité modérée.

## Toponymie
Meterol (824), Mecerol (XIIe siècle), Mezzerol (1320), Metzeral (1793).
Metzeral est pour la première fois cité au XIIe siècle sous le nom de « Mezerol », du latin « maceriolum ». Son nom aurait pour origine le mot latin « Macerolia », diminutif de « Maceria » qui signifie « petit mur de clôture en pierres sèches ».

## Histoire

### Histoire administrative et politique
Fondé en 817, c’est le village le plus ancien de la grande vallée de Munster.
Ancienne possession de l'abbaye de Munster, Metzeral entre en 1287 dans la communauté du Val et de la ville de Munster. La localité devient l'un des six grands villages de la commune de la ville et de la vallée de Munster, avec un prévôt (Schultheiss), membre du conseil de la commune. Il est désigné « Dorfmeyster zu Meczeral » en 1536. La vallée de Munster a souffert cruellement des actes de barbarie pendant la guerre de Trente Ans (1618-1648). La première école est fondée en 1737.
La Révolution française donne l'autonomie à chaque commune de la vallée, qui a droit à son maire et son conseil municipal. Metzeral n'obtient son indépendance qu’en 1801. Le cadastre est établi en 1813. Les forêts sont propriété commune ; en 1833 s'amorce leur partage qui se réalise en 1847. Le village se développe au XIXe siècle grâce à l'industrie textile. À son apogée, en 1861, Metzeral compte 1 801 habitants.
Après la guerre de 1870-1871, l'Alsace devient allemande. En 1893, sur l'initiative des industriels Hartmann de Munster, la ligne ferroviaire, ouverte entre Colmar et Munster en 1868, est prolongée jusqu’à Metzeral.
Primitivement inclus au ban de Metzeral, Mittlach (fondée en 1741 par des bûcherons tyroliens) est érigée en commune le 1er avril 1908.
Durant la Première Guerre mondiale, Metzeral est l'objet d’une bataille qui se solde par une victoire française décisive. La commune, quant à elle, n’est plus qu’un amas de ruines. Ces événements furent immortalisés par le peintre officiel aux armées : François Flameng, dont les croquis et dessins, parurent dans la revue : L'Illustration. La plus grande partie du village est reconstruite au lendemain de l'armistice sous l'autorité du maire Jacques Immer.
Au cours de la Seconde Guerre mondiale, un heureux concours de circonstance épargne la commune de la destruction. En effet, alors que se prépare une offensive allemande (janvier 1945), il se met à tomber, pendant trois semaines, une telle abondance de flocons de neige que toute opération militaire devient impossible. Empêchée par la neige, la Wehrmacht doit quitter la vallée sans tirer un coup de fusil. Metzeral est libérée le 5 février 1945.

### Histoire religieuse
En 896, l’abbaye de Munster fait ériger une chapelle à Muhlbach pour éviter aux habitants du fond de la vallée de se rendre à la messe à Munster. En 1450, on construit une chapelle dédiée à Notre-Dame des Neiges à l’emplacement même d’un ermitage fondé, selon la légende, par Emma, nièce de Charlemagne, au IXe siècle, en souvenir de son fiancé Roland, mort à Roncevaux. Dès lors, la colline et la chapelle primitive prennent le nom d’Emm, abréviation d’Emma, nom que l’église porte encore aujourd’hui.
Au Moyen Âge, la paroisse de Metzeral se trouve à Muhlbach et, après 1559, devient protestante avec toute la vallée. La chapelle de l’Emm reste aux catholiques. Le simultaneum est introduit par le gouvernement français en 1727 et longtemps, l’église de Muhlbach sert aux deux cultes.
À la suite des destructions des guerres, la chapelle de l’Emm est reconstruite en 1758, sous le patronat de Saint Blaise. Après la Révolution française, elle sert à la fois aux catholiques et aux protestants.
En 1887, l’idée de séparer Metzeral de la paroisse protestante de Muhlbach, déjà émise en 1846, est reprise. En 1895, Metzeral entreprend la construction d’une église protestante inaugurée le 24 octobre 1897. Détruite durant la Première Guerre mondiale, elle est reconstruite de 1927 à 1929.
En 1899, la chapelle redevient seule église catholique par suite de la construction de l’église protestante et devient la paroisse de Metzeral-Sondernach le 2 février 1900. Au cours des affrontements de 1915, la chapelle, à l’instar des communes voisines, est totalement détruite. Une belle église votive y est érigée de 1927 à 1931.

### La bataille de Metzeral (juin 1915)

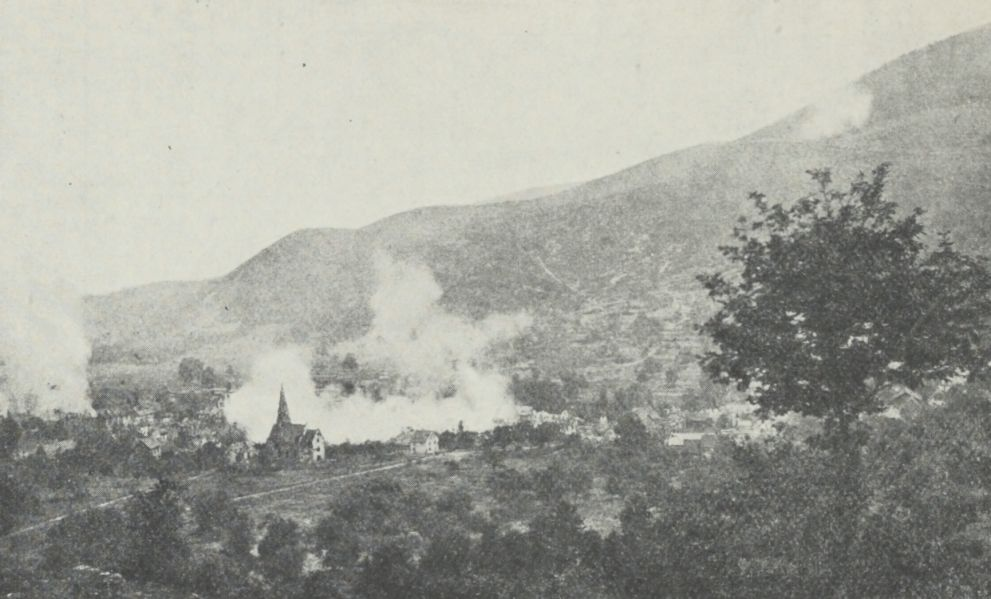
Metzeral bombardé par les Allemands en juillet 1915.

Le 3 août 1914, l'Allemagne déclare la guerre à la France. Théâtres d'opérations secondaires, l'Alsace, région éminemment symbolique, et les Vosges en particulier, n'en restent pas moins le lieu de combats féroces qui marqueront autant le sol que les esprits.
Après d'intenses luttes, les opérations militaires se déplacent dans la Grande Vallée (début 1915) alors que dans le même temps des combats acharnés ont lieu au Hartmannswillerkopf, qui devient le symbole de la bataille des Vosges.
Nouvellement nommé au commandement de la 47e Division, le général de Pouydraguin obtient l'autorisation de conjuguer ses forces avec celles du général Serret à la tête de la 66e Division. Ces opérations avaient pour but de refouler les troupes ennemies au-delà de la haute vallée de la Fecht. Après de vaines tentatives, les deux généraux se décident pour une grande offensive.
Le 9 juin la population de Metzeral et de Sondernach est évacuée. Le 15 juin l'assaut est mené. Elle commence par le bombardement puis l'assaut de la cote 830 par deux bataillons du 133e régiment d'infanterie (commandant Charles Barberot), clé qui verrouille l'accès vers Metzeral. La position est prise en 15 minutes, 296 Allemands sont faits prisonniers, près de 250 sont tués. La prise de la cote 830 précipite la chute des autres positions qui défendent la vallée. Les troupes de la 47e division se mettent en branle. Montagnards de Savoie, du Dauphiné, du Massif central et de Provence partent à l'attaque. La 66e division quant à elle se heurte à une vive résistance à l'Hilsenfirst.
L'assaut sur Metzeral est donné le 20 et 21 juin par les deux divisions. Le combat a lieu dans le village-même. On se bat au corps à corps, à coup de crosse, de baïonnette pour reprendre des rues, le cimetière, la gare… Un communiqué allemand du 23 juin fait état de la prise des deux localités de Metzeral et Sondernach et le 24, la bataille de Metzeral est officiellement remportée par les troupes françaises. Metzeral et la haute vallée de la Fecht sont en ruines. Un mois s'est à peine écoulé qu'une autre bataille commence, celle du Linge (20 juillet 1915) appelée à devenir le tombeau de milliers de chasseurs alpins.
À partir de la fin de l'année 1915, les combats dans les Vosges perdent de leur intensité, mais le bilan est lourd ainsi qu'en témoignent les différents cimetières militaires qui parsèment les Vosges. La nécropole nationale du « Chêne Millet » (2 632 corps) située entre Metzeral et Mittlach en est une parfaite illustration.
La commune a été décorée le 2 novembre 1921 de la croix de guerre 1914-1918,.
De 1922 à 1923, se constitue un comité de l'œuvre du « Souvenir Alsacien », sous le haut patronage de Mgr Ruch, évêque de Strasbourg, et du Général de Pouydraguin, ancien commandant de la 47e division et ancien gouverneur militaire de Strasbourg. La consécration de l'église-mémorial de l'Emm a lieu le 4 octobre 1931.

## Politique et administration

### Découpage territorial
La commune de Metzeral est membre de la communauté de communes de la Vallée de Munster, un établissement public de coopération intercommunale (EPCI) à fiscalité propre créé le 30 mai 1996 dont le siège est à Munster. Ce dernier est par ailleurs membre d'autres groupements intercommunaux.
Sur le plan administratif, elle est rattachée à l'arrondissement de Colmar-Ribeauvillé, à la circonscription administrative de l'État du Haut-Rhin, en tant que circonscription administrative de l'État, et à la région Grand Est. 
Sur le plan électoral, elle dépendait jusqu'en 2020 du  canton de Wintzenheim pour l'élection des conseillers départementaux au sein du conseil départemental du Haut-Rhin. Depuis le 1er janvier 2021, elle dépend du même canton pour l'élection des conseillers d'Alsace au sein de la collectivité européenne d'Alsace.
Originairement le ban de Metzeral était plus étendu (plus de 4 000 ha), mais quand Mittlach devint commune en 1908, il fut réduit de plus de 1 000 ha (actuellement : 3 043 ha).

#### Élections de 2020
| Tête de liste | Suffrages | Pourcentage | CM | CC |
| ------------- | --------- | ----------- | -- | -- |
| Denise Buhl   | 317       | 33,43 %     | 15 | 2  |

Le conseil municipal de Metzeral, commune de plus de 1 000 habitants, est élu au scrutin proportionnel de liste à deux tours (sans aucune modification possible de la liste), pour un mandat de six ans renouvelable. Compte tenu de la population communale, le nombre de sièges à pourvoir lors des élections municipales de 2020 est de quinze. Les quinze conseillers municipaux sont élus au premier tour avec un taux de participation de 39,24 %. Tous sont issus de la liste menée par Denise Buhl (Réussir ensemble), unique candidate pour cette élection,.
Les deux sièges attribués à la commune au sein du conseil communautaire de la communauté de communes de la Vallée de Munster vont à la liste de Denise Buhl (Réussir ensemble). La maire y siège par ailleurs au bureau et est première vice-présidente chargée du tourisme.

#### Chronologie des maires
| Période                                  | Période                   | Identité                                                                    | Étiquette | Qualité                                                                          |
| ---------------------------------------- | ------------------------- | --------------------------------------------------------------------------- | --------- | -------------------------------------------------------------------------------- |
| Les données manquantes sont à compléter. |                           |                                                                             |           |                                                                                  |
| 28 juillet 1908                          | ?                         | Frédéric Ruch                                                               |           |                                                                                  |
| 17 avril 1909                            | ?                         | Jacques Immer                                                               |           | Industriel                                                                       |
| 16 mai 1935                              | ?                         | Martin Huck                                                                 |           |                                                                                  |
| 20 septembre 1941                        | ?                         | Max Friedlein                                                               |           |                                                                                  |
| 12 juillet 1945                          | ?                         | Charles Seling                                                              |           |                                                                                  |
| 5 octobre 1945                           | ?                         | Martin Schickel                                                             |           |                                                                                  |
| 13 mars 1977                             | ?                         | André Kaesser                                                               |           | Médecin                                                                          |
| mars 2014                                | En cours (au 25 mai 2020) | Denise Buhl Élue en mars 2014. Réélue en mai 2020, pour le mandat 2020-2026 |           | Cadres de la fonction publique. Vice-Présidente du Conseil régional du Grand Est |

### Finances locales
En 2021, le budget de la commune était constitué ainsi :
- total des produits de fonctionnement : 1 454 000 €, soit 1 367 € par habitant ;
- total des charges de fonctionnement : 1 292 000 €, soit 1 214 € par habitant ;
- total des ressources d'investissement : 1 135 000 €, soit 1 067 € par habitant ;
- total des emplois d'investissement : 1 250 000 €, soit 1 175 € par habitant ;
- endettement : 1 230 000 €, soit 1 156 € par habitant.

Avec les taux de fiscalité suivants :
- taxe d'habitation : 6,56 % ;
- taxe foncière sur les propriétés bâties : 20,75 % ;
- taxe foncière sur les propriétés non bâties : 48,02 % ;
- taxe additionnelle à la taxe foncière sur les propriétés non bâties : 0,00 % ;
- cotisation foncière des entreprises : 0,00 %.

Chiffres clés Revenus et pauvreté des ménages en 2020 : médiane en 2020 du revenu disponible, par unité de consommation : 23 110 €.

## Équipements et services publics

### Enseignement
Il existe à partir de 1737 une école protestante dans la commune, puis une école catholique à partir du milieu du XVIIIe siècle. Dans les années 1830, l’école protestante compte environ cent vingt élèves, la plupart n’allant toutefois en classe que l’hiver, leurs parents préférant les faire travailler le reste de l’année. La construction d’une nouvelle école en 1855 est l’occasion de séparer les sexes en créant une classe protestante de filles.
Afin de compenser la baisse du nombre d’élèves, Metzeral est le siège d’un regroupement pédagogique concentré avec les communes de Sondernach et Mittlach. En 2023, l’école maternelle compte quarante-neuf élèves et l’école primaire quatre-vingt-douze,. Pour l’enseignement secondaire général, les établissements les plus proches sont le collège Frédéric Hartmann et le lycée général Frédéric Kirschleger, tous deux situés à Munster. Pour l’enseignement secondaire professionnel, les établissements les plus proches sont le lycée polyvalent Lazare de Schwendi à Ingersheim et le lycée horticole du Pflixbourg à Wintzenheim.

## Population et société

### Démographie
L'évolution du nombre d'habitants est connue à travers les recensements de la population effectués dans la commune depuis 1793. Pour les communes de moins de 10 000 habitants, une enquête de recensement portant sur toute la population est réalisée tous les cinq ans, les populations de référence des années intermédiaires étant quant à elles estimées par interpolation ou extrapolation. Pour la commune, le premier recensement exhaustif entrant dans le cadre du nouveau dispositif a été réalisé en 2008.

En 2022, la commune comptait 1 051 habitants, en évolution de −1,78 % par rapport à 2016 (Haut-Rhin : +0,66 %, France hors Mayotte : +2,11 %).
| 1793  | 1800  | 1806  | 1821  | 1831  | 1836  | 1841  | 1846  | 1851  |
| ----- | ----- | ----- | ----- | ----- | ----- | ----- | ----- | ----- |
| 1 230 | 1 139 | 1 323 | 1 298 | 1 340 | 1 416 | 1 443 | 1 460 | 1 383 |

| 1856  | 1861  | 1866  | 1871  | 1875  | 1880  | 1885  | 1890  | 1895  |
| ----- | ----- | ----- | ----- | ----- | ----- | ----- | ----- | ----- |
| 1 448 | 1 801 | 1 589 | 1 109 | 1 069 | 1 119 | 1 122 | 1 164 | 1 203 |

| 1900  | 1905  | 1910  | 1921 | 1926  | 1931  | 1936  | 1946  | 1954  |
| ----- | ----- | ----- | ---- | ----- | ----- | ----- | ----- | ----- |
| 1 279 | 1 309 | 1 326 | 866  | 1 193 | 1 248 | 1 260 | 1 170 | 1 156 |

| 1962  | 1968  | 1975 | 1982  | 1990  | 1999  | 2006  | 2008  | 2013  |
| ----- | ----- | ---- | ----- | ----- | ----- | ----- | ----- | ----- |
| 1 104 | 1 051 | 989  | 1 006 | 1 041 | 1 065 | 1 092 | 1 099 | 1 071 |

| 2018  | 2022  | - | - | - | - | - | - | - |
| ----- | ----- | - | - | - | - | - | - | - |
| 1 049 | 1 051 | - | - | - | - | - | - | - |

### Cultes
- L'église protestante[56],[57], inaugurée en 1897, ayant été entièrement détruite pendant la Première Guerre mondiale, une nouvelle église a été reconstruite et rendue au culte en 1929[58].
- Les Cultes de la Grande Vallée[59].
- Communauté de paroisses catholiques St Grégoire du Val de Munster : planning des messes à l'église de l'Emm[60].

Le pèlerinage du 8 mai : la communauté de paroisses propose chaque année un pèlerinage à l’église de l’Emm à Metzeral le 8 mai.  Une grand’messe est proposée chaque année, le 1er dimanche d'août, en l’honneur de Notre-Dame des Neiges, deuxième patronne de la paroisse après Saint-Blaise.  Une messe du souvenir est célébrée le dimanche qui précède le 11 novembre, dans l'« église mémorial », avec la participation des anciens combattants et leur porte-drapeau.

### Vie associative
Dix-neuf associations, actives sur la commune de Metzeral, contribuent aux multiples activités.

## Économie
- Exploitations agricoles, fromageries d'estives dites marcairies[62],[63],[64],[65],[66], fabrication du fromage de Munster.
- Valon : usine d’embouteillage d’eau de source de montagne fondée en 1995. Cette eau est vendue sous différentes appellations. On retrouve cette source dans d'autres bouteilles, telle la Cristaline, par exemple.
- Usine Bel-Air industrie (voilages et tissus teints et imprimés). Klein père et fils fondèrent en 1859 une filature qui passa en 1903 à Jacques Immer et devint la maison Immer-Klein. Elle occupa une centaine d’ouvriers. Détruite par la Première Guerre mondiale, elle fut reconstruite en 1920, et, après la paralysie de la Deuxième Guerre, reprise en 1952 par le tissage de Bourtzwiller (tibline), puis par les établissements Godde-Bedin. L’usine a pris le nom de Bel Air industrie. En 1998 les trois sites de Bel Air Tarare, Mulhouse et Metzeral sont intégrés au sein du groupe industriel turc Zorlu. La société Bel Air Industrie est sortie du groupe Zorlu en 2006, ne subsistait que les sites de Tarare et Metzeral. Ce dernier site est plus particulièrement spécialisé dans l'ennoblissement textile "grande largeur" à façon, pour tissus fibres synthétiques et naturelles : préparation (lavage, thermofixage), teinture, impression/transfert, apprêts chimiques et mécaniques, finissage, façonnage. Le site de Metzeral est fermé depuis le 6 octobre 2009, à la suite du licenciement du personnel et de l'abandon d'un projet de reprise de l'établissement[67].
- Nouvelles Carrières d’Alsace.

## Culture locale et patrimoine

### Lieux et monuments

#### Patrimoine architectural

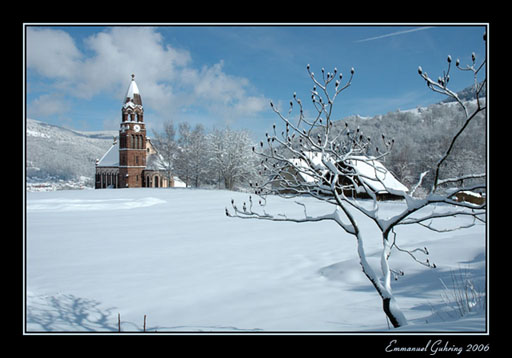
L'église de lEmm après les chutes de neige du 4 mars 2006.

- L’église protestante (1929)[68],[29], ses vitraux[69],

et son orgue,.
- Verrière décorative du presbytère protestant[72].
- Le chœur d'hommes la Vogésia fondé en 1850.
- La mairie (inaugurée le 2 mai 1926 - architecte : Voelkel-Wolff)[73], sa place et le bas-relief « Prix d'honneur du village moderne »[74].
- La maison d'industriel dite Schloessle[75].
- L'intersection du 48e parallèle nord et du 7e méridien à l'est de Greenwich se trouve sur le territoire de la commune (voir aussi le Degree Confluence Project).

L'église-mémorial de l'Emm est consacrée aux morts de la guerre de 1914-1918 dans les Vosges et notamment à ceux tombés lors de la bataille de Metzeral, en juin 1915. Une dédicace en lettres majuscules est inscrite sur la façade : « À nos vaillants soldats, l'Alsace reconnaissante ».

#### La nécropole nationale du Chêne-Millet

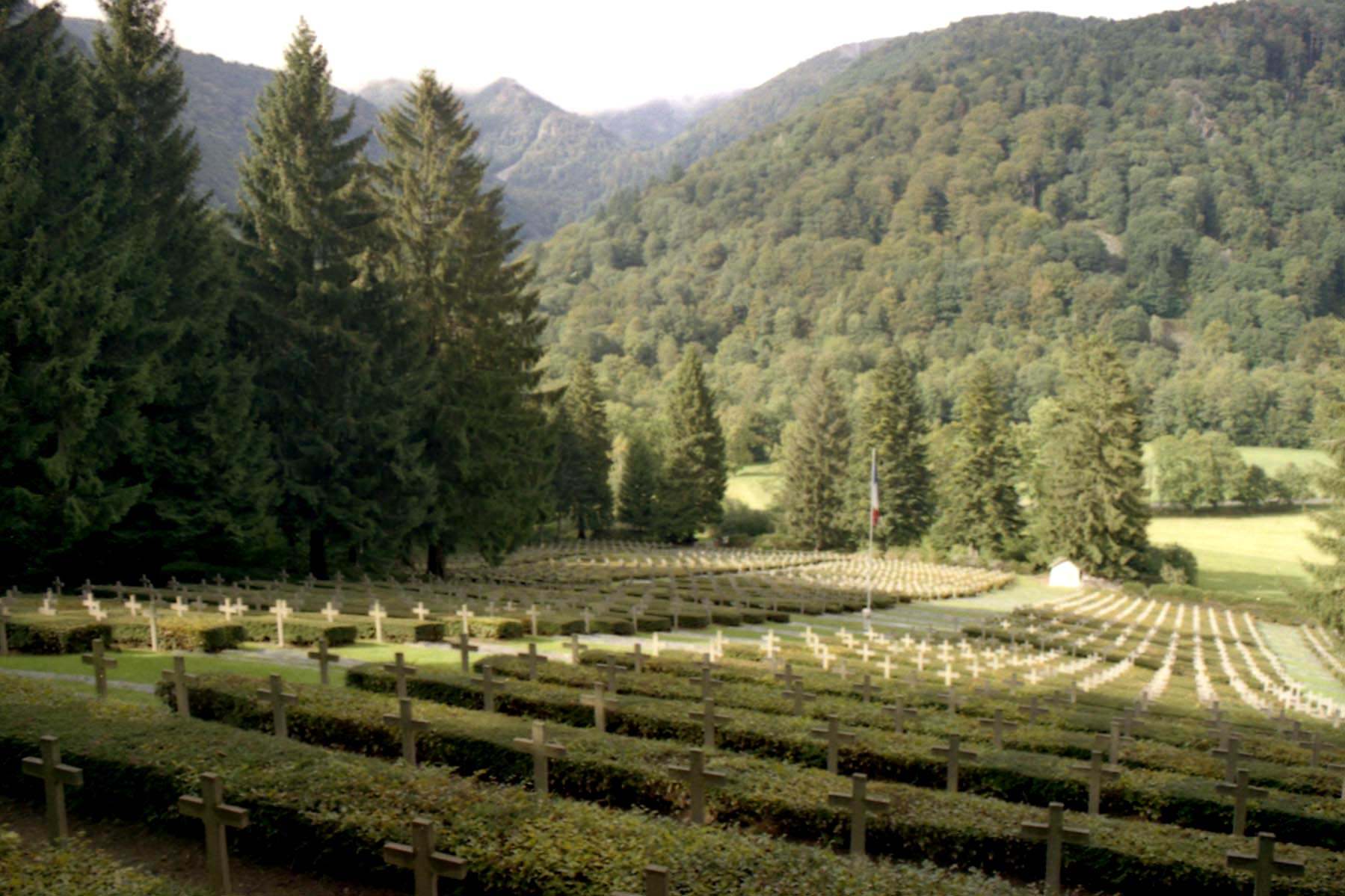
La nécropole nationale du Chêne-Millet.

Ce cimetière se situe entre les villages de Metzeral et Mittlach, face aux paysages grandioses de la Wormsa (site classé) et du Hohneck (1 364 m).
Autrefois terre inculte chargée de ronces et d’épines, ce terrain est devenu un lieu sacré du souvenir. Son nom provient du passage, en 1868, du célèbre peintre Jean-François Millet (1814-1875) en visite chez Frédéric Hartmann (industriel et maire de Munster). Des croquis témoignent en particulier de son attachement pour un groupe de chênes tout près de l’actuel cimetière.
La nécropole fut créée en 1920, agrandie et aménagée entre 1920] et 1924.
Familièrement appelé le « Chêne Millet », cette nécropole nationale est un cimetière militaire français de la Première Guerre mondiale, au même titre que les nécropoles, en terre d’Alsace, de Cernay, de Guebwiller, de Moosch, du « Maettlé » (Sondernach), du « Carrefour Duchesne » (à Orbey), du « Vieil Armand » (au-dessus de Cernay et du « Linge » (à Orbey).
D’une superficie de 14 300 m2, il contient 2 632 corps. 1 775 soldats français (essentiellement des chasseurs alpins) inhumés dans des tombes individuelles et 855 dans l’ossuaire, au sommet du cimetière ainsi que 2 soldats russes. Ces soldats sont tombés au cours de la guerre de tranchées en Haute-Alsace (1914-1918) à savoir les combats de la vallée de la Fecht, du Braunkopf, de l’Hilsenfirst, du Sillacker, du Reichackerkopf...
Dans ce cimetière ont été regroupés des corps exhumés sur le champ de bataille et dans les anciens cimetières militaires de Metzeral, Sondernach, Breitenbach, Stosswihr, Gaschney etc.
À l’instar de l’ensemble des nécropoles nationales, le « Chêne Millet » est entretenu à perpétuité aux frais de l’État par le ministère des Anciens Combattants et Victimes de Guerre mentionnés dans l’arrêté du 26 mai 1993 paru dans le Journal Officiel du 3 août 1993.

### Patrimoine naturel
Vallée glaciaire de la Wormsa (site classé), lacs du Fischboedle, du Schiessrothried et de l'Altenweiher, massif du Hohneck (site inscrit), les crêtes alpestres des Spitzkoepfe.
Un inventaire complet du patrimoine naturel de la commune a été réalisé : Listes des espaces protégés et gérés, des Zones naturelles d'intérêt écologique, faunistique et floristique (ZNIEFF), des sites Natura 2000 (Zones de Protection Spéciale, Dir. Oiseaux), des espèces recensées, des espèces protégées recensées postérieurement à 1950, Statistiques sur le statut biologique des espèces recensées.
Le parc naturel régional des ballons des Vosges a par ailleurs procédé, en 2006, à l'établissement d'un « document d'objectifs Honneck », incluant la commune de Metzeral.
De nombreux sentiers de randonnées sont entretenus par le Club vosgien, et des pistes de ski alpin sont à la disposition de tous.

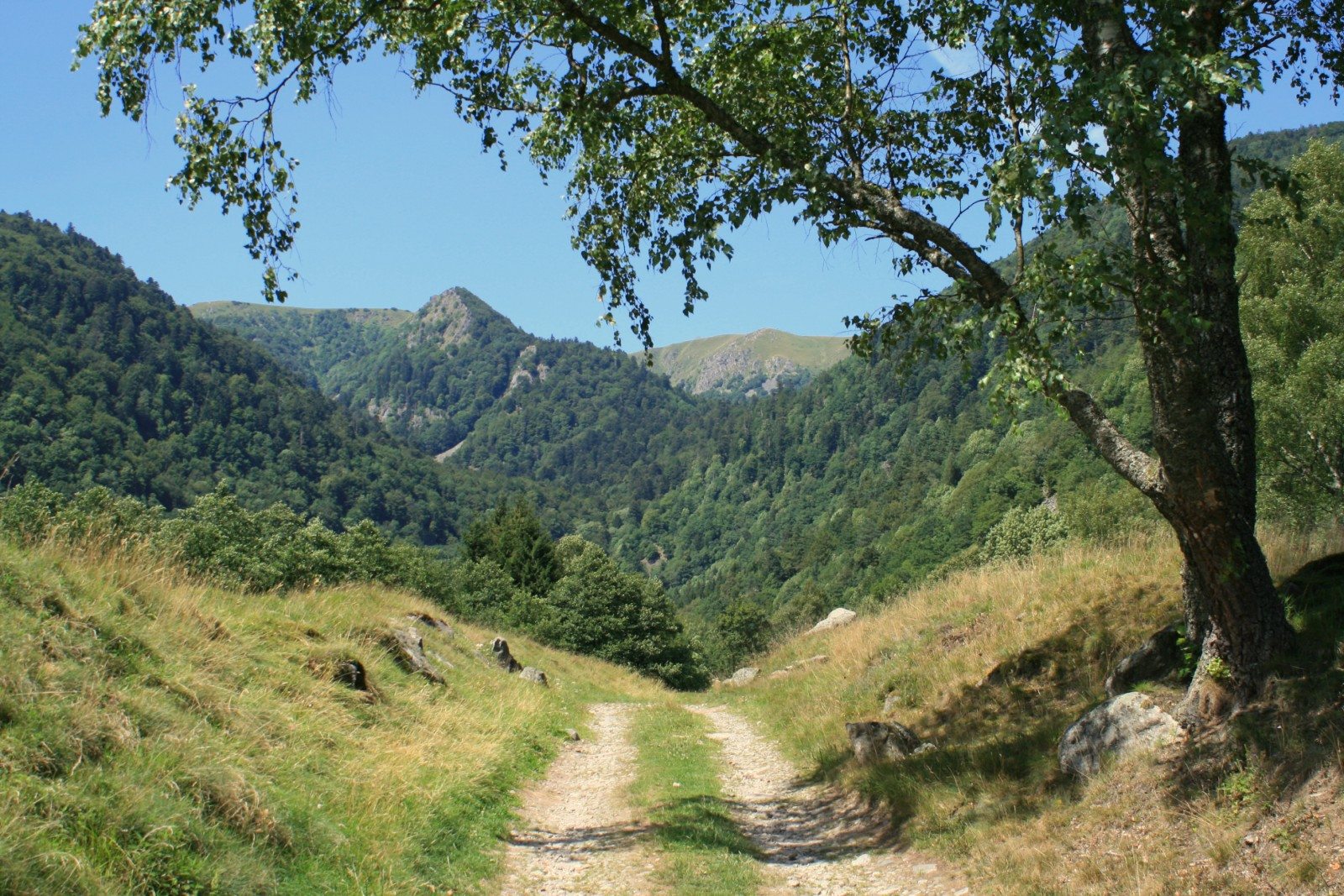
Vallée de la Wormsa.
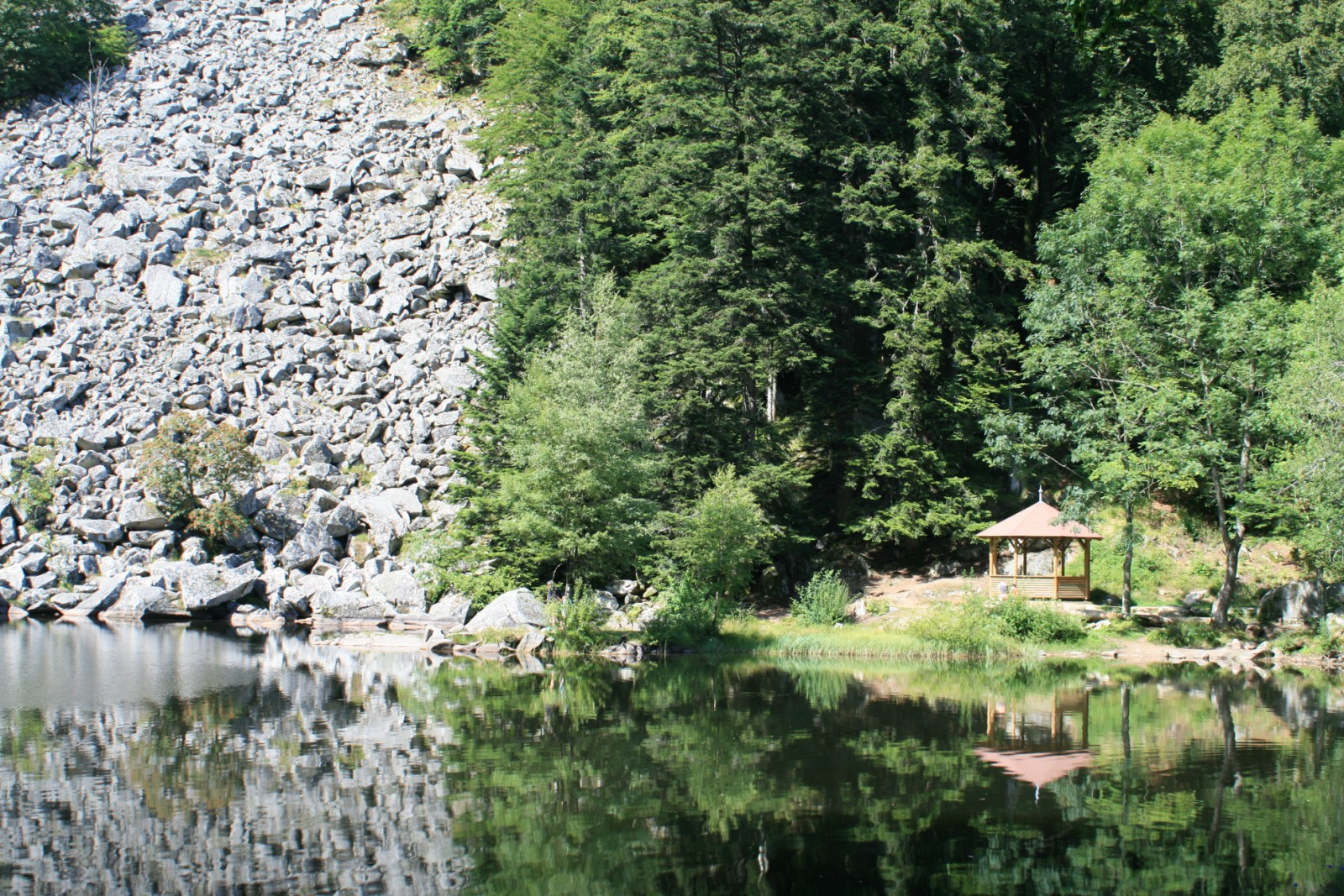
Le lac du Fischboedle.
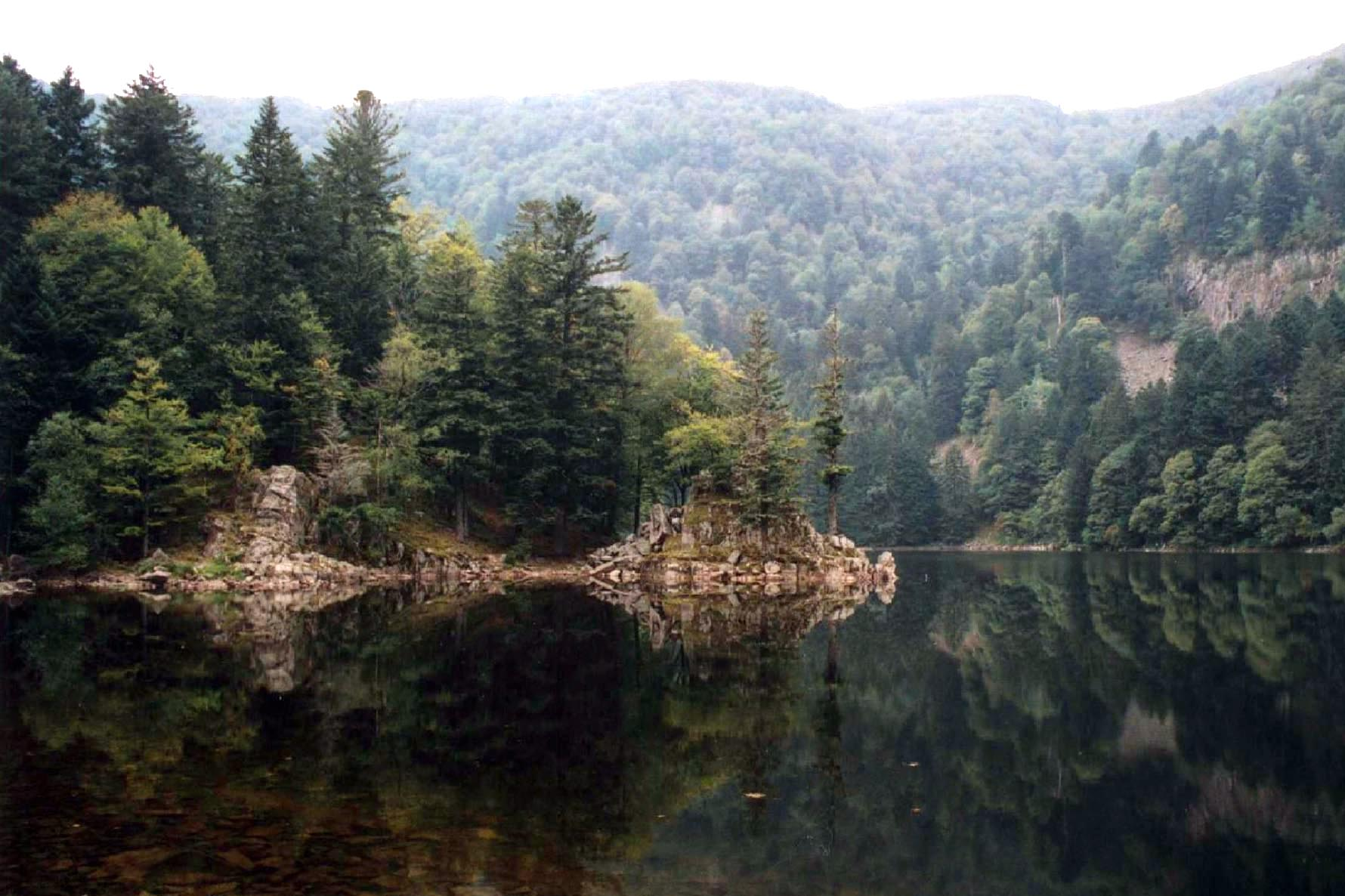
L'Altenweiher.
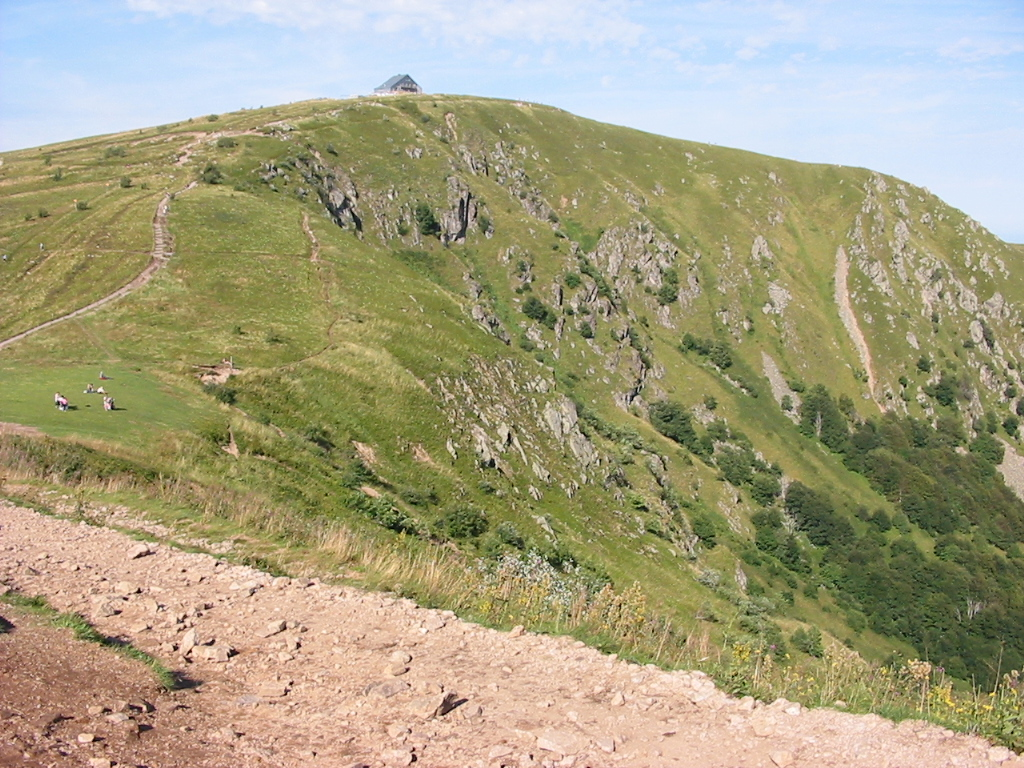
Le Hohneck.

### Personnalités liées à la commune
- Jean-François Millet (1814-1875), peintre à qui l'on doit le nom du « cimetière du bois Millet »[85] ;
- Daniel Blumenthal (1860-1930), maire de Colmar de 1905 à 1914, député de Strasbourg au Reichstag et sénateur d'Alsace-Lorraine. Il repose au cimetière de Metzeral[86] ;
- Hans Karl Abel (1876 Baerenthal - 1951 Muhlbach-sur-Munster). Poète, conteur et romancier de langue allemande et dialectale. Établi à Metzeral, il fonde notamment un théâtre de verdure pour lequel il écrira des pièces en dialecte ;
- Robert Dubarle (1881-1915), auteur et député français tué au combat à Metzeral. Un monument à sa mémoire se trouve sur le territoire de la commune ;
- Martin Béhé (1887-1963), curé-bâtisseur de l'église-mémorial de l'Emm à Metzeral-Sondernach.

### Héraldique
| Blason de Metzeral | Les armes de Metzeral se blasonnent ainsi : « De sinople à la gerbe de seigle d'or, bordé d'un mur de pierres d'argent maçonné de sable. » |